# تینیه (هلند)
تَینیه  (به هلندی: Tijnje) یک منطقهٔ مسکونی در هلند است که در اپسترلاند واقع شده‌است. تینیه ۱٬۵۱۰ نفر جمعیت دارد.